# 리가 나시오날 데 바스케볼
리가 나시오날 데 바스케볼(Liga Nacional de Básquetbol, LNB)은 일반적으로 "라 리가 드 바스케"(La Liga de Básquet)라고도 하며 아르헨티나 농구 리그 시스템의 탑티어 레벨이다. 이 리그는 농구 클럽 협회(스페인어: Asociación de Clubes de Básquetbol)의 후원을 받고 있다. LNB의 전신 리그는 아르헨티나 농구 연맹이 조직한 현재는 존재하지 않는 캄페오나투 아르헨티노 데 클루베스(Campeonato Argentino de Clubes)이다.
이 리그는 1980년대 농구 코치 레온 나즈누델(León Najnudel)과 스포츠 저널리스트 오스발도 오르카시타스(Osvaldo Orcasitas)의 노력으로 만들어졌으며, 기존의 많은 지역 리그를 통합하여 아르헨티나 남자 클럽 농구를 더욱 경쟁력 있게 만들었다. NBA처럼 정규시즌, 올스타전, 플레이오프를 치르도록 설계됐다. 그러나 NBA와 달리 LNB는 LNB 바로 아래 리그 수준인 라 리가 아르헨티나(LLA)와 함께 승격 및 강등 시스템을 갖추고 있다.
나즈누델의 비전에 대한 찬사는 2004년 하계 올림픽에서 팀이 하계 올림픽 금메달을 획득하고 리그에서 시작한 많은 선수들의 국제적 경력으로 정점을 이루는 아르헨티나 성인 남자 농구 국가대표팀의 일련의 성공이다.